# Oleandomycin
Oleandomycin ist ein natürlich vorkommendes Makrolid-Antibiotikum aus Streptomyces antibioticus.

## Vorkommen und Biosynthese
Oleandomycin wird von Streptomyces antibioticus gebildet. Der makrocyclische Lactonring wird aus einer Einheit Acetyl-CoA und sechs Einheiten Methylmalonyl-CoA gebildet. Die beiden Zuckereinheiten, L-Oleandrose und D-Desosamin werden durch zwei Glycosyltransferasen übertragen. Die Epoxid-Einheit wird durch ein Cytochrom-P450-Enzym synthetisiert. Ein wahrscheinlicher Vorläufer der Oleandrose ist wiederum eine aktivierte Form von Olivose, dem nichtmethylierten Analog von Oleandrose. Streptomyces antibioticus selbst ist immun gegen Oleandomycin, was vermutlich auf der Bildung eines Enzyms basiert, das die Verbindung durch Glucosylierung inaktivieren kann. wobei UDP-Glucose als Quelle für die Glucose dient. Ein weiteres Enzym kann Oleandomycin reaktivieren. Der Mechanismus der Inaktivierung funktioniert auch bei einigen anderen Antibiotika mit strukturell ähnlichen Zucker-Einheiten wie Methymycin, Rosaramicin und Lankamycin.

## Eigenschaften und Verwendung
Oleandomycin gehört zu den „kleinen Makrolidantibiotika“ (12 bis 18 Ringglieder) und reagiert wie andere Vertreter dieser Gruppe mit der S50-Untereinheit bakterieller Ribosomen. Es unterbindet die Translokation der tRNA von der Aminoacyl-tRNA-Bindungsstelle zur Peptidyl-tRNA-Bindungsstelle und beeinträchtigt die Proteinsynthese. Das Wirkspektrum ist relativ schmal und umfasst hauptsächlich gram-positive Bakterien sowie gram-positive und gram-negative Kokken. Das Wirkungsspektrum entspricht dem des Erythromycins, jedoch ist die antimikrobielle Aktivität vergleichsweise geringer. Oleandomycin zeigt Kreuzresistenz zu Erythromycin. Der fixen Kombination von Tetracyclin mit Oleandomycin 2:1 (Präparatename Sigmamycin) wurde eine synergistische Wirkung zugeschrieben, die in vitro nur für wenige Keime bzw. nicht bestätigt werden konnte.Sigmamycin war in Deutschland, auch in der Pädiatrie, für die Behandlung verschiedener bakterieller Infektionskrankheiten verfügbar. Die pharmazeutisch eingesetzte Form ist das Oleandomycinphosphat. Eine weitere Anwendungsform ist der Triacetatester Troleandomycin.

## Präparate
In der EU sind nur zwei in Bulgarien zugelassene tiermedizinische Präparate für Hund und Katzen verfügbar: Oletetpacort aerosol (Kombination mit Tetracyclin und Hydrocortisonacetat) und Tetraolenadomycin Tabletten (Kombination mit Tetracyclin), letztere auch für Fohlen. Da der Wirkstoff nicht in der VO (EU) Nr. 37/2010 gelistet ist, darf er bei Lebensmittel liefernden Tieren nicht eingesetzt werden.